# Gonomyia (Leiponeura) bruchi
Gonomyia (Leiponeura) bruchi is een tweevleugelige uit de familie steltmuggen (Limoniidae). De soort komt voor in het Neotropisch gebied.